# SM Special
SM Special, systertidning till Seriemagasinet ("SM" står för "Seriemagasinet") som gavs ut av Semic Press 1975–85. Hette Seriemagasinet Special från starten till och med nummer 2/1980. Innehöll bland annat serierna "Stålhanden", "Blueberry", "Jaktfalkarna", "Dan Cooper", "Rick Hart" och "Aristokraterna". Tidningen innehöll även franska, belgiska och italienska serier från den tyska tidningen Zack från förlaget Koralle.
Efter tidningens nedläggning kom de utökade numren av Seriemagasinet att få undertiteln "Special" under några år framöver.
 Artikeln var, i den version den hade den 23 maj 2006, helt eller delvis hämtad från Seriewikin (hos Seriefrämjandet): SM Special